# 1765
Cette page concerne l'année 1765  du calendrier grégorien. Pour l'année 1765 av. J.-C., voir 1765 av. J.-C.
L'année 1765 est une année commune qui commence un mardi.

## Événements
- 23 janvier : le commodore John Byron prend possession des îles Malouines au nom du roi George III du Royaume-Uni[1].
- 3 mai : début du gouvernement de Robert Clive au Bengale (fin le 20 janvier 1767)[2].
- Mai : les Sikh occupent Lahore[3].
- 2 - 17 juin : une escadre française, commandée par le comte du Chaffault bombarde Salé en répression contre les prises de navires marchands par les corsaires[4].
- 26 - 27 juin : bombardement de Larache par la marine française, qui subit de lourdes pertes[5].

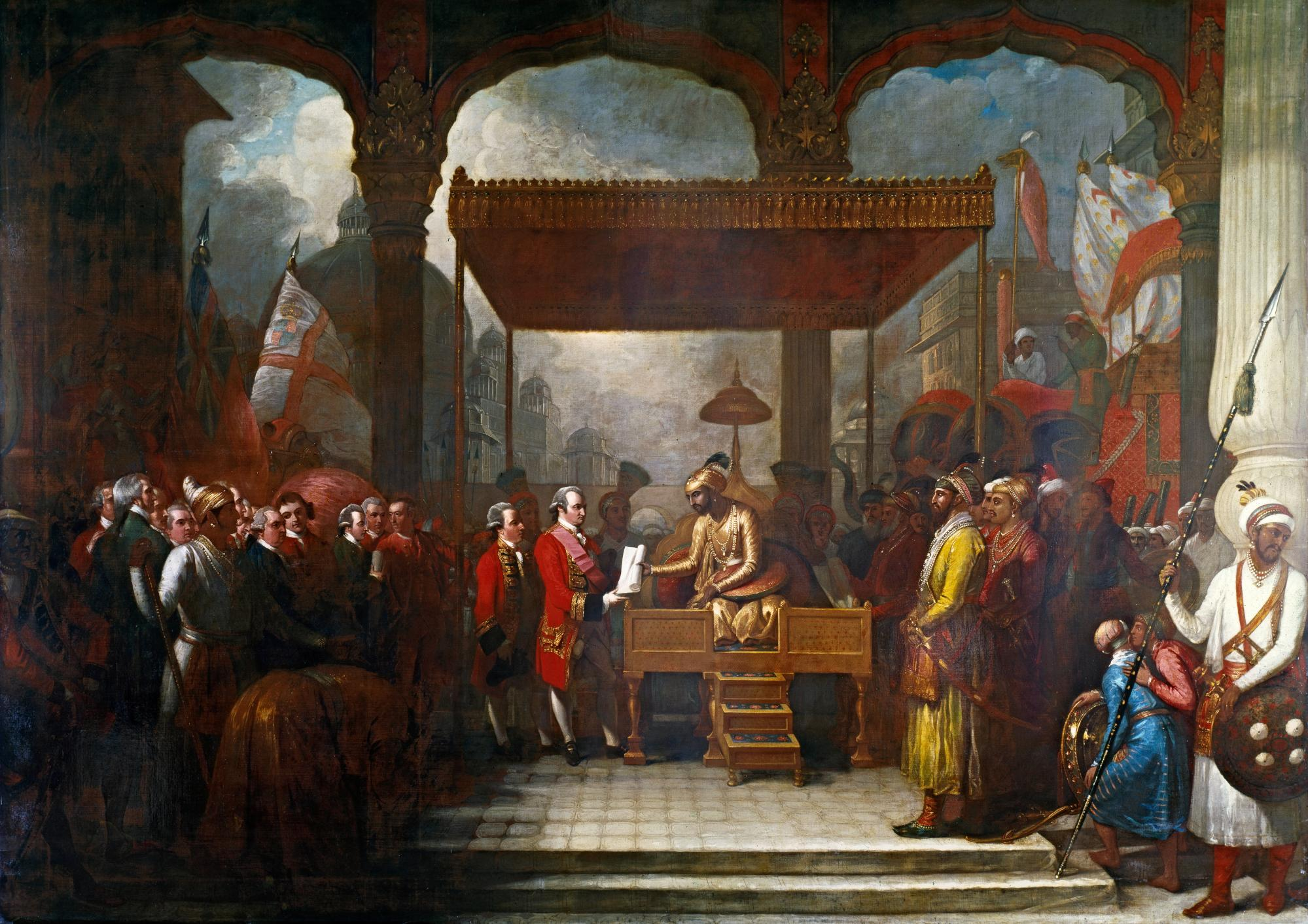
12 août : traité d’Allahabad, toile Benjamin West, 1818.

- 12 août (ou le 16 août[6]) : en Inde, Robert Clive signe le traité d’Allahabad avec l’empereur moghol Shah Alam II, grâce auquel la Grande-Bretagne obtient la collecte des impôts au Bengale, en Orissa et au Bihar, alors que les nababs conservent la défense et la justice[7]. Les Britanniques sont en conflit avec Mysore, les Marathes, et Hyderabad jusqu’en 1782.
- 10 octobre : suspension d'armes entre la France et le Maroc, signée à Mogador par Moulay Driss, ministre et cousin du sultan Mohammed III et Jean-Jacques Salva, un négociant français établi à Safi[8].

### Amérique

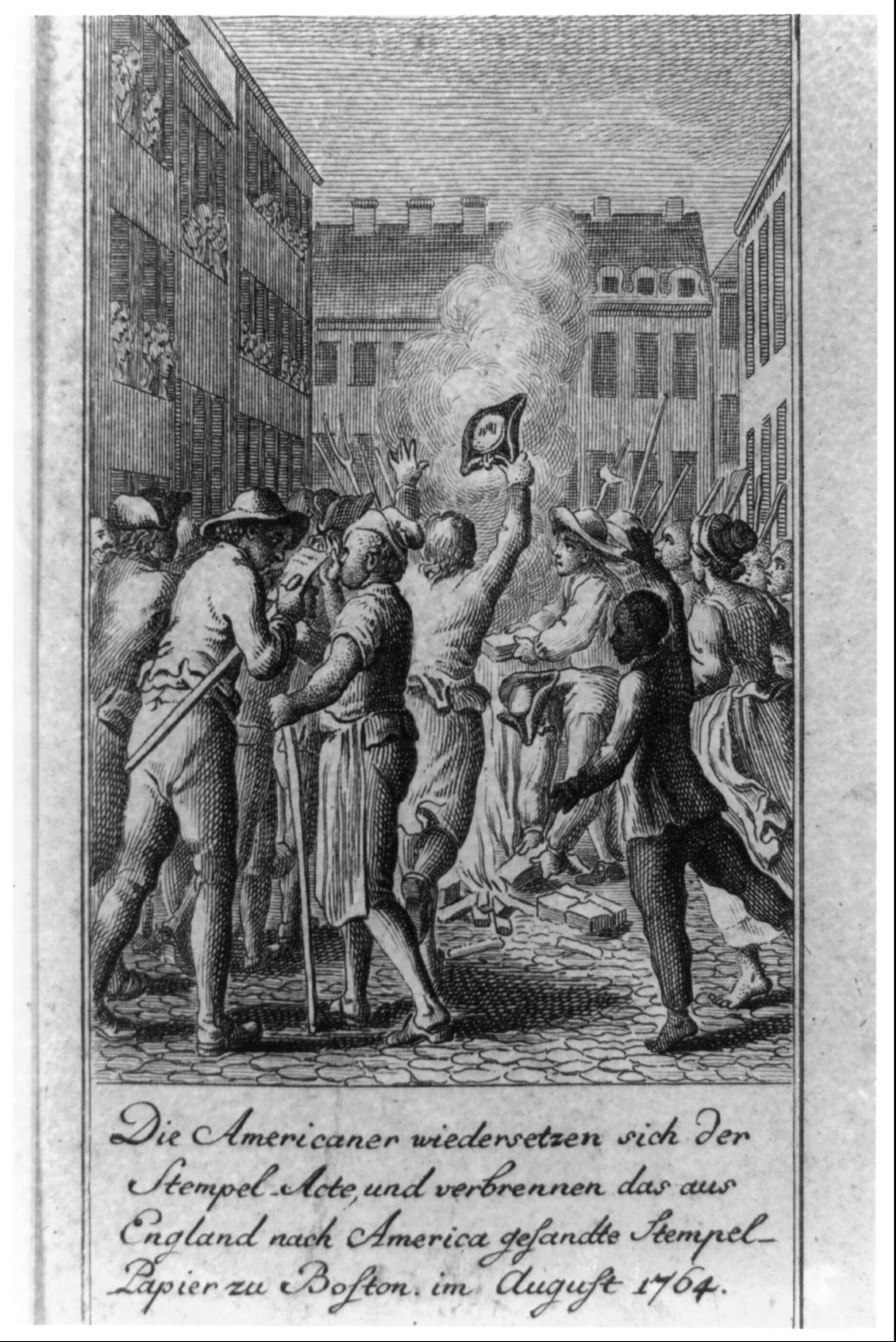
Août : mouvement populaire contre le Stamp Act à Boston

- 22 mars : vote du Stamp Act[9] (taxe sur journaux, documents officiels, polices d’assurances, almanachs, cartes à jouer, jeux de dés, etc.), tentative du ministère des finances britannique de soumettre les américains du Nord à l’impôt direct, qui provoque la protestation des colonies. Les colonies du nord, les plus touchées, prennent la tête d’un mouvement d’opposition aux décisions de la métropole et réussissent à entraîner l’ensemble des colonies.
- 24 mars : vote du Quartering Act sur le logement des troupes dans les Colonies britanniques[10].
- 14 août : émeute à Boston contre le Stamp Act conduite par le cordonnier Ebenezer MacIntosh. Le domicile d’un riche marchand, Andrew Olivier, est détruit[10]. Deux semaines plus tard le domicile de Thomas Hutchinson est pillé.
- 7 - 25 octobre : la déclaration des droits et doléances est adoptée par le congrès du Stamp Act à New York[10].
- 16 octobre : décret de Charles III d'Espagne supprimant le monopole de Cadix et instituant le régime de commerce libre pour les îles de Cuba, Saint-Domingue, Puerto Rico, la Trinité et Margarita[11].
- Formation du « comité de Boston » ou comité des Fils de la Liberté[12], constitué par des avocats, hommes de presse et commerçants des classes aisées (James Otis, Samuel Adams, Royall Tyler (en), Oxenbridge Thacher…), qui s’efforce de contribuer à forger l’opinion des classes laborieuses[13].

### Europe
- 3 janvier : ouverture de l'Université de Corte[14].
- 7 janvier : bulle Apostolicum pascendi. Clément XIII défend les Jésuites, expulsés du Portugal et de France (Apostolicum pascendi munus)[15].
- 19 janvier : institution à Parme par le ministre Guillaume du Tillot de la Real Giunta della giurisdizione, qui veille aux rapports avec l’Église[16]. Les biens de l’Église sont soumis aux mêmes impôts que les biens laïcs. Les confréries et les monastères les plus désertés sont fermés.
- 25 janvier : mariage de l'archiduc-hériter Joseph, Roi des Romains avec la princesse Josépha, sœur de l'Electeur de Bavière.
- 26 janvier : la congrégation des rites reconnait la dévotion au Sacré-Cœur de Jésus. Le pape approuve sa décision le 6 février[17].
- 7 février[18] : le comte de Peñaflorida fonde au Pays basque espagnol la première Société économique d’amis du pays. Elle reçoit la licence royale le 8 avril[19]. Le modèle, inspiré des Sociétés de pensée françaises, est repris et diffusé par Campomanes.
- 11 mars (28 février du calendrier julien) : alliance défensive entre la Russie et le Danemark. Premier pas vers le système du Nord, une alliance de la Russie, du Danemark et de la Grande-Bretagne[20].
- 13 mars[21] : le roi de Pologne Stanislas Poniatowski crée une « école de cadets » (Szkoła Rycerska) afin de former des cadres pour l’armée et l’administration.
- 19 mars : clôture de la diète hongroise[22]. Elle n’est plus convoquée par Marie-Thérèse jusqu’à sa mort.
- 21 mars, Pologne : premier numéro de la revue socio-politique et littéraire Monitor, créée par  Ignacy Krasicki et Franciszek Bohomolec[23]. Le roi de Pologne Stanislas Poniatowski y expose son programme de réformes : il veut encourager la tolérance religieuse, le développement de l’industrie et l’amélioration de l’agriculture.
- 7 mai : lancement du HMS Victory[24].
- 9 juin : interdiction en Espagne de la représentation des auto-sacramentales, manifestations traditionnelles de religiosité populaire[25].
- 10 juillet : début du ministère whig du Charles Watson-Wentworth, marquis de Rockingham, Premier ministre du Royaume-Uni (fin le 12 juillet 1766)[26].
  - George III du Royaume-Uni est atteint d’accès de folie. Il doit rappeler les whigs au pouvoir avec Rockingham, Grafton et Pitt l’Aîné.
- 15 juillet : pragmatique établissant la liberté du commerce et des prix des grains en Espagne[27].
- 5 août : Mariage de l'archiduc Pierre-Léopold, fils cadet du couple impérial, héritier du grand-duché de Toscane avec l'infante Marie-Louise qui lui donnera 12 enfants.

- 18 août : 

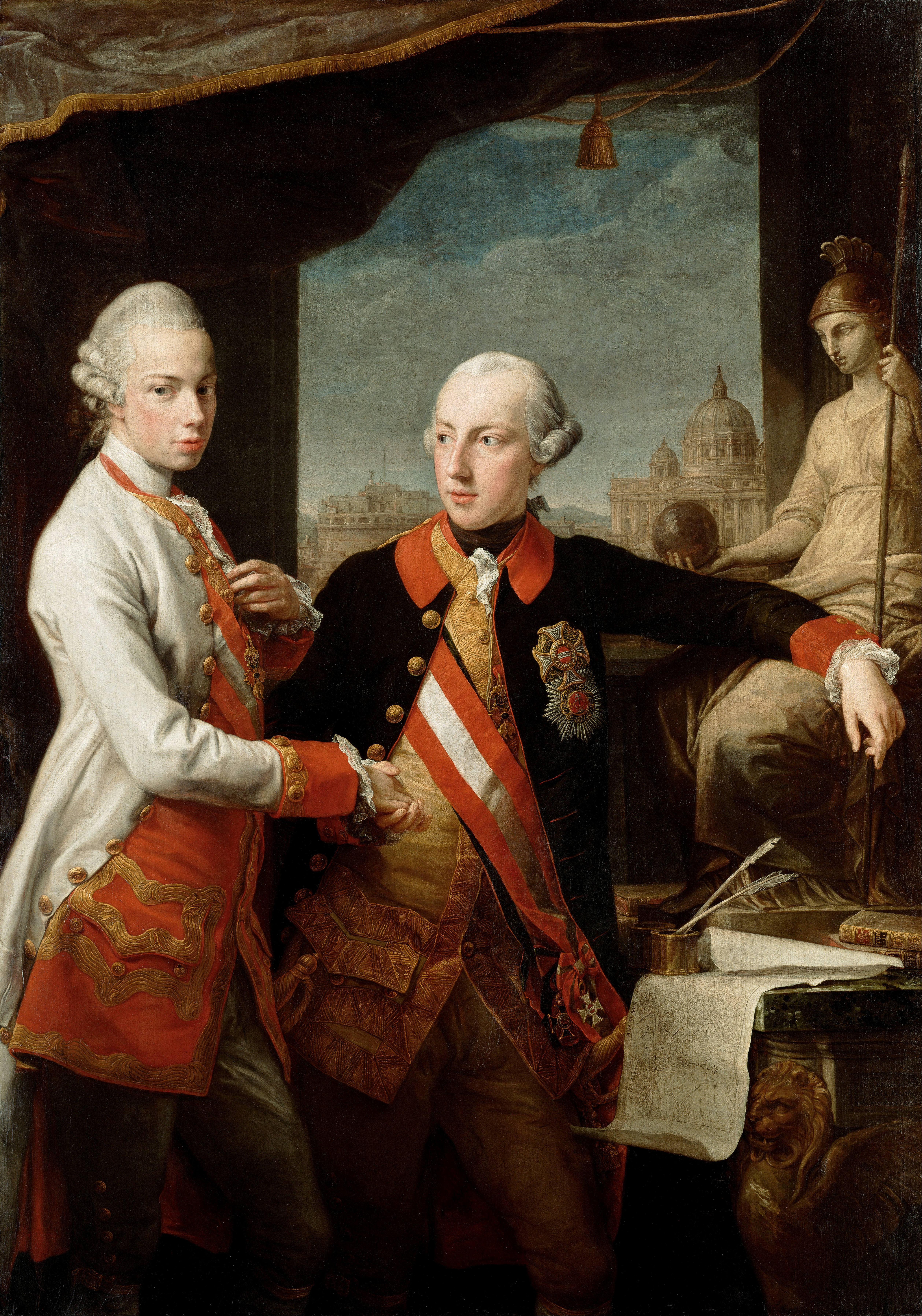
18 août : Joseph II devient empereur et son frère Pierre-Léopold grand-duc de Toscane. Toile de Pompeo Batoni, 1769.

  - corégence entre Marie-Thérèse et son fils Joseph II à la mort de François Ier, empereur romain germanique (fin en 1780)[28]. Joseph II dirige l’armée et la politique étrangère avec l’aide du chancelier Kaunitz (fin de règne le 20 février 1790).
  - Pierre-Léopold de Habsbourg-Lorraine (1747-1792) devient grand-duc de Toscane dont il prend possession le 11 septembre (fin en 1790)[29]. Il applique une politique de réformes économiques et sociale. Il suit en matière religieuse une politique d’encadrement par l’État.
- 17 septembre : Carl Gustaf Löwenhielm (sv) devient président de la chancellerie en Suède[30]. Adolphe Frédéric de Suède s’appuie sur le parti des « Bonnets » (non-privilégiés) entre 1765 et 1769.
- 30 septembre (19 septembre du calendrier julien) : manifeste ordonnant l'arpentage de toutes les terres en Russie[31].
- 26 octobre : mort de Lajos Batthyány[32]. L’office de palatin de Hongrie reste vacant jusqu’en 1790.
- 27 octobre : dernier autodafé où figurent des judaïsants ordonné par l’Inquisition au Portugal[33].
- Novembre : création du Conseil suprême d’Économie, chargé de faire des études et des propositions sur le renouveau de l’économie lombarde[34]. Réformes en Lombardie de 1765 à 1775. Pietro Verri, nommé conseiller au Conseil suprême d’Économie, s’attache par une enquête fiscale à démonter l’existence d’un déficit dans les comptes de l’État lombard, ce qui lui vaut d’être chargé par Kaunitz de mettre en place un bilan précis[35].
- 15 décembre : un projet de règlement est présenté au conseil général de Genève par les ambassadeurs de France, de Berne et de Zurich, dont on a sollicité la médiation à la suite de troubles où les « natifs » (familles habitant la ville depuis plus de deux siècles) veulent se faire reconnaître des droits politiques. Il est rejeté à une grande majorité[36]. Les « bourgeois » (corps électoral) sont cependant obligés de faire des concessions par le compromis du 9 mars 1768, et permettent à cinq familles de « natifs » par an d’accéder à la bourgeoisie.

- Jacquerie en Transylvanie. Les révoltés se plaignent de l’augmentation des jours de corvée par rapport à la période ottomane. Le gouvernement hongrois doit concéder une patente dite urbárium (du hongrois urber qui désigne la redevance seigneuriale). Elle affirme le droit inaliénable du serf à sa terre, en déterminant la superficie, interdisant de les transformer en réserves, définit les obligations du tenancier en argent et en nature et fixe jusqu’à trois jours par semaine le nombre des corvées. L’urbárium est vivement contesté par les seigneurs[37].
- Le chanoine janséniste Ignace Müller devient confesseur de Marie-Thérèse (fin en 1780)[38].

## Naissances en 1765
- 13 janvier : Richard Westall, dessinateur, aquarelliste, graveur et peintre britannique († 4 décembre 1836).
- 30 janvier : Conrad Westermayr, peintre allemand († 5 octobre 1834).
- 8 février : Joseph Leopold Eybler, compositeur autrichien († 24 juillet 1846).
- 7 mars : Joseph Nicéphore Niépce, inventeur français de la photographie († 5 juillet 1833).
- 25 mai : Louis Lézurier de la Martel, maire de Rouen († 22 janvier 1852).
- 5 juin : Johann Gottlieb Friedrich von Bohnenberger, astronome, mathématicien et physicien allemand († 19 avril 1831).
- 15 juin : Domenico Del Frate, peintre italien († 11 novembre 1821).
- 25 juin : Samuel Marsden, missionnaire et magistrat († 1838).
- 5 juillet : Johann Friedrich Jacobi, homme politique allemand († 10 décembre 1831).
- 10 juillet : Carl Friedrich von Beyme, ministre et conseiller d’État prussien († 10 décembre 1838).
- 27 juillet : Bonaventure Panet, homme politique canadien († 12 mars 1846).
- 4 août : Domingo Matheu, homme d’affaires, pilote de navire et homme politique espagnol puis argentin († 28 mars 1831).
- 21 août : Guillaume IV du Royaume-Uni, roi du Royaume-Uni de Grande-Bretagne et d'Irlande et de Hanovre († 20 juin 1837).
- 22 août : Carl Ludwig Willdenow, botaniste et pharmacien allemand († 1812).
- 31 août : Jean-Charles de Besse, explorateur hongrois  († 1831/1841).
- 3 septembre : Jean-Charles Tardieu, peintre français († 3 avril 1830).
- 8 septembre : Bartolomeo Alberto Cappellari, futur pape Grégoire XVI († 1er juin 1846).
- 29 septembre : Karl Ludwig Harding, astronome allemand († 31 août 1834).
- 30 septembre : José Maria Morelos y Pavon, prêtre et insurgé mexicain († 22 décembre 1815).
- 10 octobre : Nicolas-Gaspard Boisseau, notaire et homme politique canadien († 9 mars 1842).
- 24 octobre : James Mackintosh, médecin, philosophe, journaliste, juge et homme politique britannique († 30 mai 1832).
- ? octobre : Étienne-Claude Lagueux, marchand et homme politique canadien († 3 août 1842).
- Date précise inconnue :
  - Pietro Bonato, peintre et graveur baroque italien († 1820).
  - Alexandre-Louis Lachevardière, homme politique français († 15 octobre 1827).

## Décès en 1765
- 10 février : Jean-Baptiste Deshays de Colleville, peintre d'histoire français (° 1729).
- 20 mars : Paolo Antonio Rolli, écrivain italien (° 13 juin 1687).
- 28 mars : Arthur Dobbs, propriétaire terrien et homme politique anglais puis britannique (° 2 avril 1689).
- 15 avril : Mikhaïl Lomonossov, chimiste, physicien, astronome, historien, poète, dramaturge, linguiste, slaviste, pédagogue et mosaïste russe (° 19 novembre 1711).
- 17 mai : Alexis Claude Clairaut, mathématicien français (° 3 mai 1713).
- 10 juillet : Auger Lucas, peintre français (° 1685).
- 15 juillet : Carle Van Loo, peintre français (° 15 février 1705).
- 18 août : François Ier du Saint-Empire (° 8 décembre 1708).
- 5 septembre : Anne Claude Philippe de Pestels de Lévis de Tubières-Guiomard, comte de Caylus, archéologue et graveur français (Paris (° 31 octobre 1692).
- 28 septembre : Giampietro Zanotti, peintre, poète et critique d'art italien (° 3 octobre 1674).
- 21 octobre : Giovanni Paolo Panini, peintre baroque italien (° 1691).
- 31 octobre :  Olivio Sozzi, peintre italien (° 14 octobre 1690).
- 20 décembre : Louis, fils aîné de Louis XV, de la tuberculose. Son fils Louis, duc de Berry hérite de la couronne (° 4 septembre 1729).
- Date précise inconnue :
  - Louis-Antoine Dornel, compositeur, claveciniste, organiste et violoniste français (° 1685).
  - Pietro Guarienti, biographe et peintre italien (° vers 1700).